# كامبفنغ سيافوثهي
كامبفنغ سيافوثهي (19 يوليو 1986 بفيينتيان في لاوس - ) هو لاعب كرة قدم لاوسي في مركز الهجوم. شارك مع منتخب لاوس تحت 23 سنة لكرة القدم ومنتخب لاوس لكرة القدم. أما مع النوادي، فقد لعب مع Khon Kaen F.C. ‏ وAngthong F.C. ‏ ولاو لين زانغ ‏ وYotha F.C. ‏ وBang Pa-in Ayutthaya F.C. ‏.

## وصلات خارجية
- كامبفنغ سيافوثهي على موقع الاتحاد الدولي (مؤرشف)  (الإنجليزية)
- كامبفنغ سيافوثهي على موقع قاعدة بيانات كرة القدم.إي يو (الإنجليزية)
- كامبفنغ سيافوثهي على موقع ناشيونال فوتبول تيمز (الإنجليزية)
- كامبفنغ سيافوثهي على موقع Soccerway.com (الإنجليزية)
- كامبفنغ سيافوثهي على موقع عالم كرة القدم.نت (الإنجليزية)